# Van Heflin
Van Heflin, geboren als Emmett Evan Heflin (Walters (Oklahoma), 13 december 1910 - Hollywood, 23 juli 1971), was een Amerikaans acteur.
Van Heflin trok begin jaren dertig naar Broadway en speelde in 1936 in zijn eerste film. Zijn acteerprestaties werden meteen gunstig beoordeeld en hij kreeg een contract bij MGM. Hij vertolkte zowel bijrollen als hoofdrollen, dikwijls in films noirs. In 1942 werd hij bedacht met de Oscar voor beste mannelijke bijrol in de film noir Johnny Eager (Mervyn LeRoy). Hij speelde eveneens mee in enkele opmerkelijke westerns. Hij bleef acteren tot hij in 1971 op 60-jarige leeftijd aan een hartaanval overleed.
Van Heflin kreeg twee sterren op de Hollywood Walk of Fame, zowel voor zijn inzet voor de bioscoopfilm als voor zijn verdiensten voor de televisie.

## Filmografie (selectie)
- 1970: Airport (George Seaton)
- 1965: The Greatest Story Ever Told (George Stevens)
- 1959: They Came to Cordura (Robert Rossen)
- 1957: 3:10 to Yuma (Delmer Daves)
- 1956: Patterns (Fielder Cook)
- 1955: Battle Cry (Raoul Walsh)
- 1954: Woman's World (Jean Negulesco)
- 1953: Shane (George Stevens)
- 1951: The Prowler (Joseph Losey)
- 1949: East Side, West Side (Mervyn LeRoy)
- 1949: Madame Bovary (Vincente Minnelli)
- 1948: Act of Violence (Fred Zinnemann)
- 1948: The Three Musketeers (George Sidney)
- 1948: B.F.'s Daughter (Robert Z. Leonard)
- 1947: Possessed (Curtis Bernhardt)
- 1947: Green Dolphin Street (Victor Saville)
- 1946: Till the Clouds Roll By (Richard Whorf)
- 1946: The Strange Love of Martha Ivers (Lewis Milestone)
- 1943: Presenting Lily Mars (Norman Taurog)
- 1942: Kid Glove Killer (Fred Zinnemann)
- 1942: Johnny Eager (Mervyn LeRoy)
- 1941: H.M. Pulham, Esq. (King Vidor)
- 1940: Santa Fe Trail (Michael Curtiz)
- 1936: A Woman Rebels (Mark Sandrich)